# Ertuğrul Ersoy
Pour les articles homonymes, voir Ersoy.
Ertuğrul Ersoy, né le 13 février 1997 à Gölcük en Turquie, est un footballeur international turc qui évolue au poste de défenseur central à İstanbulspor, en prêt de Gaziantep FK.

## Biographie

### Débuts professionnels
Natif de Gölcük en Turquie, Ertuğrul Ersoy est formé par le club de Bursaspor. Mais c'est au Yeşil Bursa qu'il fait ses premiers pas, en 2014, prêté par son club formateur. Il fait par la suite son retour à Bursaspor, où il joue son premier match en équipe première, le 29 octobre de la même année en Coupe de Turquie face à Tepecikspor. Il est titulaire lors de cette partie remportée par les siens (2-0).
Lors de la saison 2015-2016 Ersoy est prêté à Çaykur Rizespor.

### Le Havre
Le 26 août 2019 Ertuğrul Ersoy rejoint la France, s'engageant avec Le Havre AC pour un contrat courant jusqu'en juin 2023. Il joue son premier match sous ses nouvelles couleurs le 13 septembre 2019, lors de la septième journée de la saison 2019-2020 de Ligue 2 face au Paris FC (0-0).

### Gaziantep FK
Le 30 janvier 2021, Ertuğrul Ersoy est prêté dix-huit mois au Gaziantep FK.

### En équipe nationale
Ertuğrul Ersoy honore sa première sélection avec l'équipe nationale de Turquie le 11 octobre 2018, lors d'un match amical face à la Bosnie-Herzégovine (0-0).